# Tulburare bipolară
Tulburarea bipolară, cunoscută anterior ca depresie maniacală, este o tulburare mintală care cauzează perioade de depresie și perioade de dispoziție anormal de crescută. Dispoziția crescută este considerabilă și este cunoscută ca manie sau - dacă este mai puțin intensă și simptomele de psihoză sunt absente - hipomanie. În timpul maniei, individul se comportă sau se simte anormal de energic, fericit sau iritabil.
Indivizii adesea iau decizii nu prea gândite fără a lua prea mult în seamă consecințele. Nevoia de somn este de obicei redusă în timpul fazelor maniacale. În timpul perioadelor de depresie, ei pot plânge, pot avea o perspectivă negativă asupra vieții și contact vizual slab cu alții. Riscul de suicid în rândul celor cu această boală este de peste 6 procente în timpul a 20 de ani, pe când auto-vătămarea are loc la 30–40 procente. Alte probleme de sănătate mintală precum tulburările de anxietate și tulburarea de abuz de substanțe sunt în mod obișnuit asociate cu tulburarea bipolară.
Cauzele nu sunt clar înțelese, dar atât factorii de mediu cât și cei genetici joacă un rol. Multe gene cu efect mic contribuie la risc. Printre factorii de risc de mediu sunt o istorie de abuz din copilărie și stresul pe termen lung. Aproximativ 85% din risc este atribuit geneticii. Condiția este clasificată ca tulburare bipolară de tip I dacă a avut loc cel puțin un episod maniacal, cu sau fără episoade depresive, și ca tulburare bipolară de tip II dacă a avut loc cel puțin un episod hipomaniacal (dar nu și episoade maniacale depline) și un episod depresiv major. La cei cu simptome mai puțin severe cu o durată prelungită, condiția poate fi diagnosticată ca tulburare ciclotimică. Dacă simptomele sunt de la droguri sau probleme medicale, este clasificată separat. Alte condiții care se pot manifesta în mod asemănător sunt tulburarea hiperactivă cu deficit de atenție, tulburări de personalitate, schizofrenia și tulburarea de abuz de substanțe. Controalele medicale nu sunt cerute pentru diagnostic, deși analize de sânge sau imagistică medicală pot fi făcute pentru a se exclude alte probleme.
Tulburarea bipolară este tratată cu medicamente, precum stabilizatoare de dispoziție și antipsihotice, precum și cu psihoterapie. Stabilizatoarele de dispoziție pot ameliora perturbările de dispoziție, aici fiind incluși litiul și anumiți anticonvulsivante precum valproatul și carbamazepina. Tratamentul involuntat într-un spital de psihiatrie poate fi necesar dacă persoana este un risc pentru sine sau pentru alții, dar refuză tratamentul. Probleme comportamentale severe, precum agitația și combativitatea, pot fi stăpânite prin antipsihotice pe termen scurt sau benzodiazepine. În perioadele de manie, se recomandă a se înceta consumul de antidepresive. Dacă antidepresivele sunt utilizate pentru perioadele de depresie, trebuie utilizate ca stabilizatoare de dispoziție. Terapia electroconvulsivă (TEC), deși nu este foarte bine studiată, poate fi încercată pentru cei care nu reacționează la alte tratamente. Dacă tratamentele sunt oprite, se recomandă ca aceasta să se facă treptat. Mulți indivizi au probleme financiare, sociale și legate de serviciu din cauza bolii. Aceste dificultăți au loc de la un sfert până la o treime din timp, în medie. Din cauza alegerilor legate de stilul de viață și efectelor adverse ale medicamentelor, riscul de deces din cauze naturale precum boli cardiace la persoanele cu tulburare bipolară este de două ori mai mare decât la populația generală.
Tulburarea bipolară afectează aproximativ 1% din populația globală. În Statele Unite, se estimează că aproximativ 3% sunt afectați la un anumit punct al vieții lor; ratele par a fi asemănătoare la femei și bărbați. Cea mai comună vârstă la care simptomele încep este 25 de ani. Costul economic al tulburării s-a estimat a fi de $45 miliarde pentru Statele Unite în 1991. O mare partea din aceștia au fost corelați cu numărul mai mare de zile de absențe de la serviciu, estimate a fi de 50 pe an la bipolari. Persoanele cu tulburare bipolară adesea se confruntă cu probleme legate de stigmatizarea socială.

## Semne și simptome

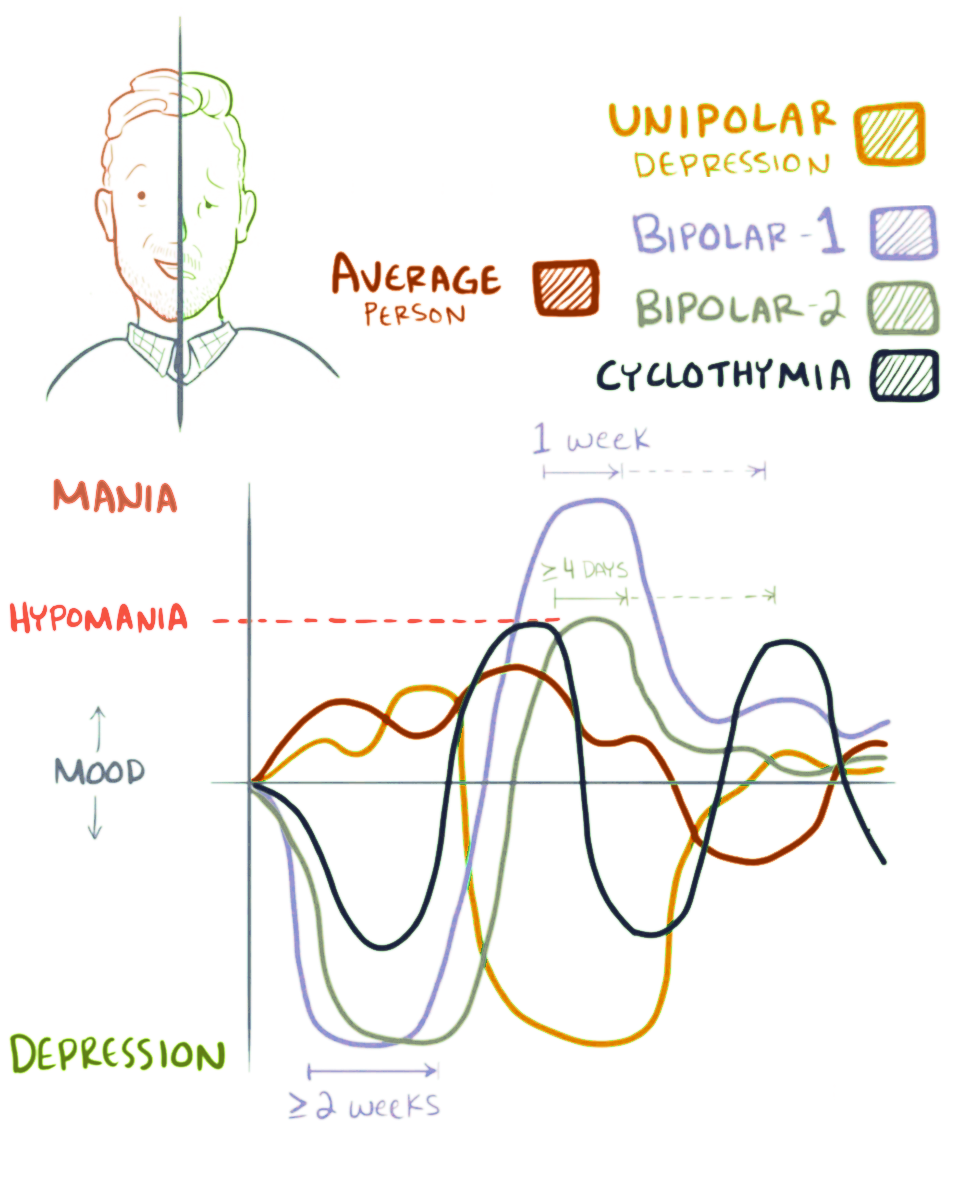
Schimbări de dispoziție bipolare

Atât mania cât și depresia se caracterizează prin deteriorări ale dispoziției normale, activității psihomotorii, ritmului circadian și cogniției. Mania poate fi prezentă cu diferite niveluri de perturbare a dispoziției, de la euforie, care este asociată cu „mania clasică” la disforie și iritabilitate. Simptomul principal al maniei implică o creștere a energiei activității psihomotorii. Mania se poate de asemenea manifesta prin stimă de sine crescută sau grandoare, vorbire rapidă, simțământul subiectiv de gânduri rapide, comportament social dezinhibat sau impulsivitate. Mania se distinge de hipomanie prin lungime, întrucât hipomania necesită patru zile consecutive, iar mania - mai mult de o săptămână. Spre deosebire de manie, hipomania nu este întotdeauna asociată cu subminarea activităților. Mecanismele biologice responsabile de trecere de la un episod maniacal sau hipomaniacal la un episod depresiv, sau vice versa, rămân slab înțelese.

### Episoade maniacale

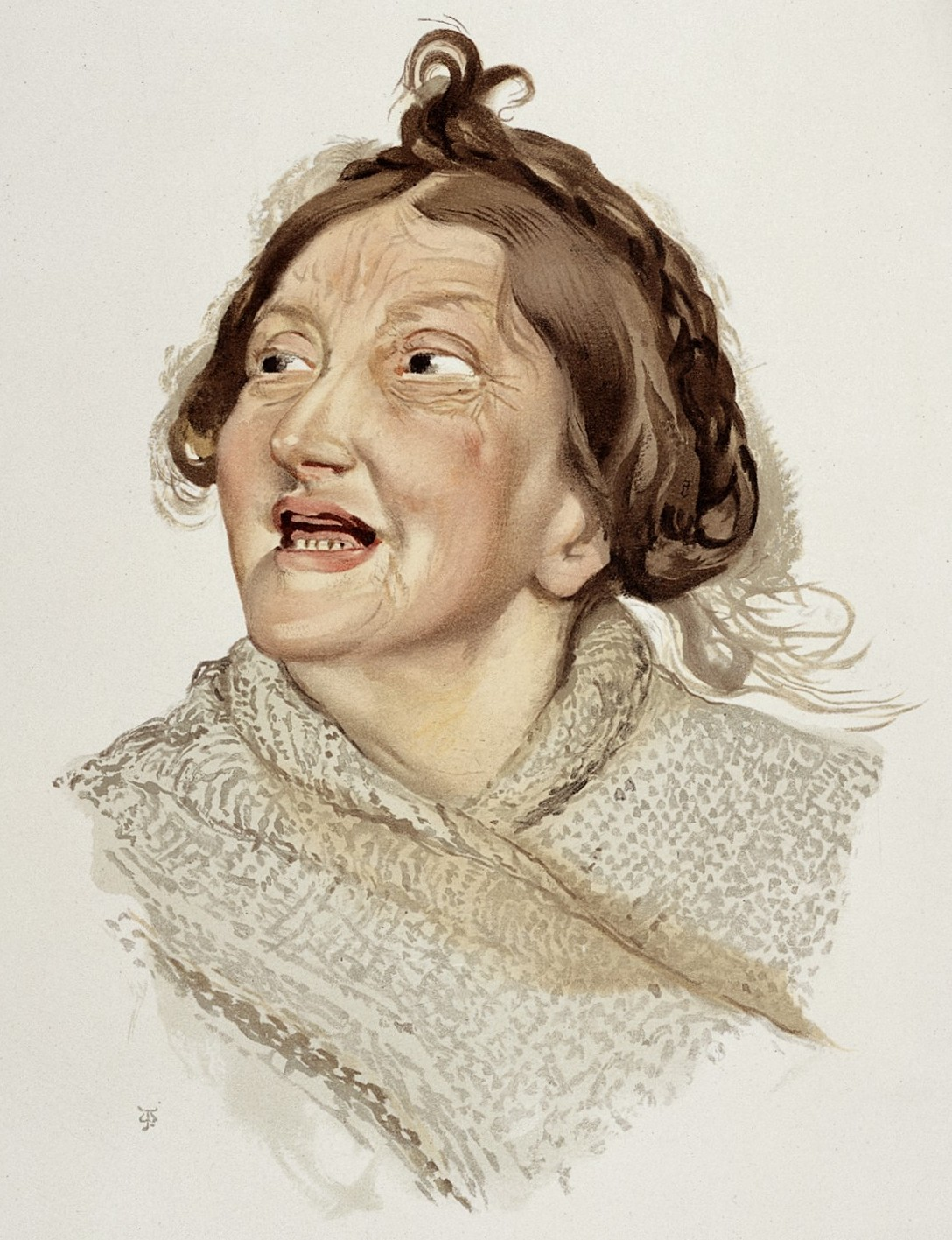
Litografie colorată din 1892 înfățișând o femeie diagnosticată cu „manie veselă”

Mania este o perioadă distinctă de cel puțin o săptămână de dispoziție crescută sau iritabilă, care se poate manifesta de la euforie la delir, iar cei care experimentează hipomanie sau manie în general expun mai multe din următoarele comportamente: vorbire într-o manieră rapidă, neîntreruptibilă, nevoie scăzută de somn, scădere a atenției, gânduri rapide, sporire a activităților orientate spre scopuri, agitație sau expunerea de comportamente caracterizate drept impulsive sau cu risc mare, precum hipersexualitatea sau cheltuieli excesive. Pentru a îndeplini criteriile pentru un episod maniacal, aceste comportamente trebuie să submineze abilitatea individului de a socializa sau lucra. Dacă nu este tratat, un episod maniacal durează de obicei de la trei până la șase luni.
Adesea, indivizii maniacali au o istorie de abuz de substanțe dezvoltată de-a lungul anilor ca formă de „auto-medicație”. În cele mai extreme cazuri, o persoană cu stare maniacală deplină poate experimenta psihoză: o rupere de realitate, o stare în care gândirea este afectată împreună cu dispoziția. Se poate simți de neoprit sau de parcă ar fi „aleasă” și este într-o „misiune specială”, sau alte idei de grandoare sau delir. Aceasta poate duce la comportament violent și, uneori, la spitalizarea într-un spital de psihiatrie. Severitatea simptomelor maniacale poate fi măsurată prin scale de rating precum Scala Young de Evaluare a Maniei, deși rămân întrebări cu privire la exactitatea acestor scale.
Declanșarea unui episod maniacal sau depresiv este adesea prevestită de perturbări ale somnului. Schimbări de dispoziție, schimbări psihomotorii și de apetit și o creștere a anxietății pot de asemenea avea loc cu până la trei săpătămâni înainte ca un episod maniacal să se dezvolte.

### Episoade hipomaniacale

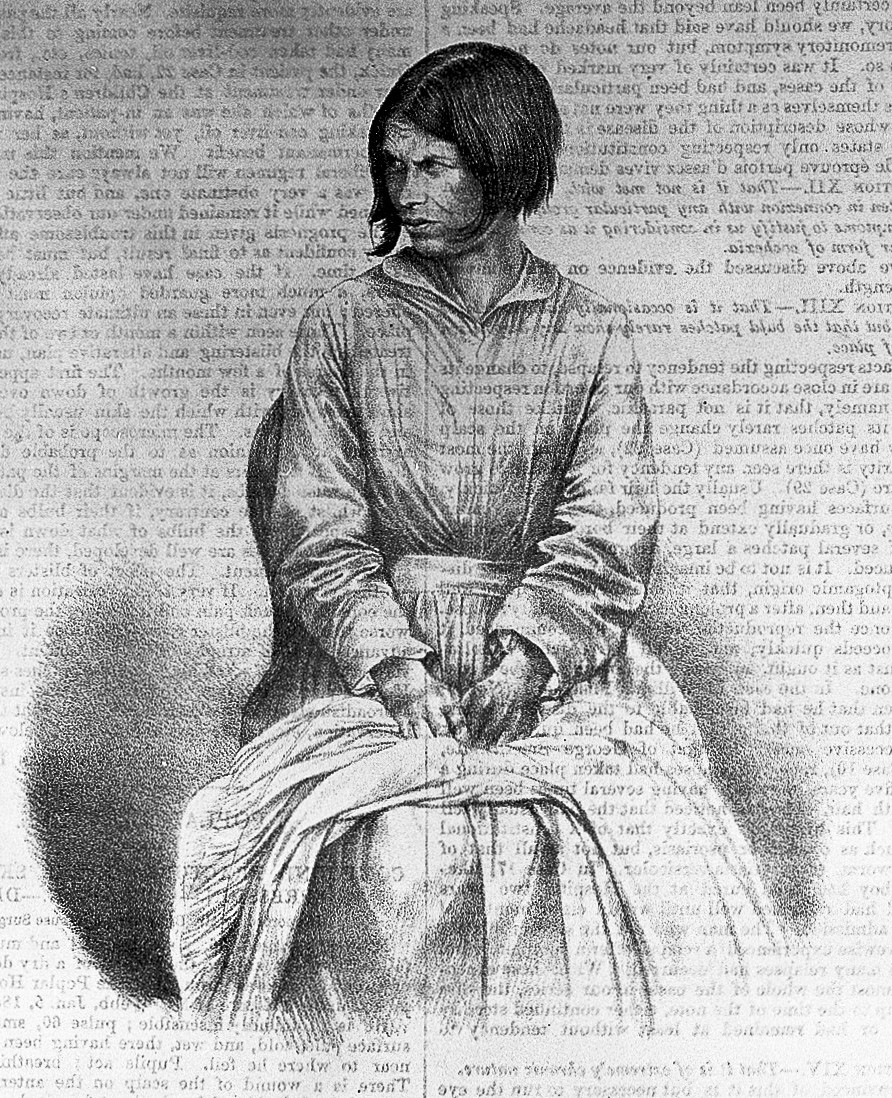
Litografie din 1858 intitulată 'Melancolie trecând în manie'

Hipomania este forma mai ușoară a maniei, definită ca durând cel puțin patru zile cu aceleași criterii ca și mania, dar care nu cauzează diminuări semnificative în abilitatea individului de a socializa sau lucra, îi lipsește trăsăturile psihotice precum delirurile sau halucinațiile, și nu necesită spitalizare psihiatrică. Funcționarea generală poate efectiv crește în timpul episoadelor de hipomanie și unii cred că servește ca un mecanism defensiv împotriva depresiei. Episoadele hipomaniacale rar evoluează în episoade maniacale depline. Unele persoane care experimentează hipomanie prezintă creativitate crescută în timp ce alții sunt iritabili sau demonstrează judecată săracă.
Hipomania poate părea bună pentru unele persoane care o experimentează, deși cel mai mulți oameni care experimentează hipomaniei afirmă că stresul experienței este foarte dureros. Persoanele bipolare care experimentează hipomanie, în orice caz, tind să uite efectele acțiunilor lor asupra celor din jurul lor. Chiar dacă familia și prietenii recunosc oscilările de dispoziție, individul adesea va nega că ceva nu este în regulă. Ceea ce poate fi numit „eveniment hipomaniacal”, dacă nu este acompaniat de episoade depresive, adesea nu este considerat problematic, atât timp cât schimbările dispoziție nu sunt incontrolabile sau volatile. Cel mai frecvent, simtpomele continuă să dureze de la câteva săptămâni la câteva luni.

### Episoade depresive

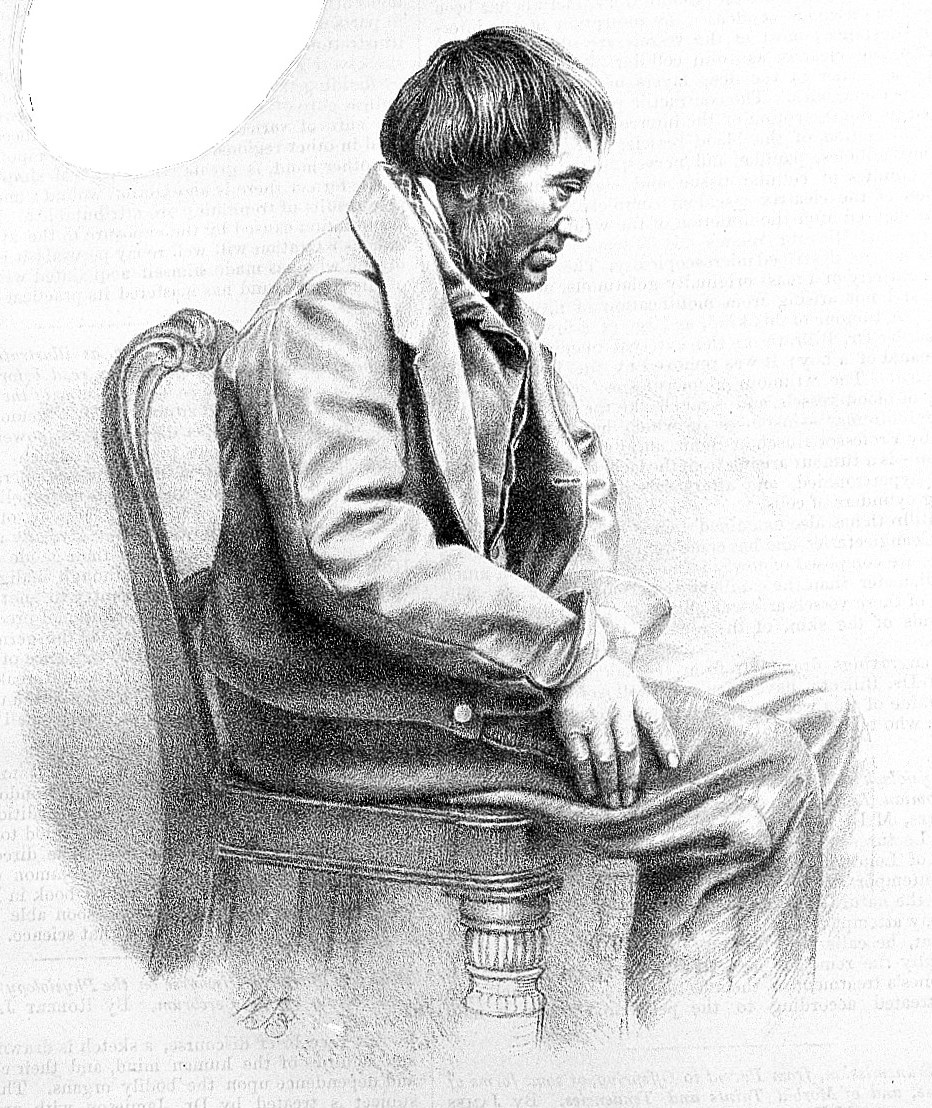
'Melancolie' de W. Bagg după o fotografie de Hugh Welch Diamond

Simptomele fazei depresive a tulburării bipolare constau în simțăminte persistente de tristețe, iritabilitate sau furie, lipsa interesului pentru activități anterior plăcute, vinovăție excesivă sau inadecvată, lipsă de speranță, dormit prea mult sau prea puțin, schimbări în apetit și/sau greutate, oboseală, probleme de concentrare, silă de sine sau simțăminte de lipsă de valoare, și gânduri la moarte sau suicid. În cazuri severe, individul poate dezvolta simptome de psihoză, condiție cunoscută și ca tulburare bipolară severă cu trăsături psihotice. Aici sunt incluse simptome de deliruri și halucinații. Un episod depresiv major persistă cel puțin două săptămâni și poate rezulta în sinucidere dacă rămâne netratat.
Cu cât vârsta de declanșare e mai timpurie, cu atât e mai probabil ca primele câteva episoade să fie depresive. Întrucât un diagnostic de tulburare bipolară cere un episod maniacal sau hipomaniacal, mulți indivizi afectați sunt inițial diagnosticați greșit ca având depresie majoră, iar apoi sunt tratați incorect cu antidepresive prescrise.

### Episoade afective mixte
În tulburarea bipolară, starea mixtă este o condiție în timpul căreia atât simptomele de manie cât și cele de depresie au loc simultan. Indivizii care experimentează starea mixtă pot avea simptome maniacale precum gânduri de grandoare în timp ce în mod simultan experimentează simptome depresive precum vinovăția excesivă sau idei suicidare. Stările mixte sunt considerate de mare risc pentru comportamentul suicidar întrucât emoții depresive precum lipsa de speranță sunt adesea împerecheate cu oscilări de dispoziție sau dificuiltăți de control a impulsurilor. Tulburările de anxietate au loc mai frecvent ca comorbiditate în episoadele bipolare mixte decât în mania sau depresia bipolară non-mixtă. Abuzul de substanțe (inclusiv de alcool) de asemenea urmează acest trend, de aici părând înfățișeze simptomele bipolare ca nimic mai mult decât o consecință a abuzului de substanțe.

### Trăsături asociate
Trăsăturile asociate sunt fenomene clinice care adesea acompaniază tulburarea, dar nu sunt parte a criteriilor de diagnostic. La adulții cu această condiție, tulburarea bipolară este adesea acompaniată de schimbări în procesele și abilitățile cognitive. Printre acestea sunt reducerea capacităților executive și de atenție și subminarea memoriei. Cum individul procesează universul depinde de asemenea de faza tulburării, cu caracteristici diferite în funcție de stările maniacale, hipomaniacale și depresive. Cei cu tulburare bipolară pot avea dificultăți în păstrarea relațiilor. Există câțiva precursori obișnuiți ai copilăriei observați la copiii care mai târziu primesc diagnostic de tulburare bipolară, precum anomalii ale dispoziției (inclusiv episoade depresive majore) și tulburarea hiperchinetică cu deficit de atenție.

### Condiții comorbide
Diagnosticul de tulburare bipolară poate fi complicat de condiții psihiatrice co-existente (comorbide), inclusiv următoarele: tulburarea obsesiv-compulsivă, tulburarea de abuz de substanțe, tulburări de alimentație, tulburarea hiperchinetică cu deficit de atenție, fobia socială, sindromul premenstrual (inclusiv tulburarea disforică premenstruală) sau tulburarea de panică. O analiză longitudinală atentă a simptomelor și episoadelor, îmbogățită dacă este posibil de discuții cu prietenii și membrii familiei, este crucială pentru stabilirea unui plan de tratament atunci când comorbiditățile există.

## Cauze
Cauzele tulburării bipolare variază între indivizi și mecanismul exact care stă la baza tulburării rămâne neclar. Influențele genetice se crede că răspund de 60-80 procente din riscul dezvoltării tulburării, indicând un puternic component ereditar. Per total, ereditabilitatea spectrului bipolar se estimează a fi de 0.71. Studiile făcute pe gemeni au fost limitate de dimensiuni de probă relativ mici, dar au indicat o contribuție genetică substanțială, precum și influența mediului. Pentru tulburarea bipolară de tip I, rata la care gemenii identici (aceleași gene) vor avea ambii tulburare bipolară de tip I (concordată) este estimată a fi de aproximativ 40 procente, în comparație cu aproximativ 5 procente în cazul gemenilor fraternali. O combinație din tulburarea bipolară tipurile I și II și ciclotimie produc în mod similar rate de 42 procente și 11 procente (gemeni identici și fraternali, respectiv), cu un raport relativ mai mic pentru tulburarea bipolară de tip II care se pare că oglindește neomogenitatea. Există suprapunere cu depresia majoră (unipolară) și dacă aceasta este de asemenea luată în calcul la co-gemeni, concordanța cu tulburarea bipolară crește până la 67 procente la gemenii identici și 19 procente la gemenii fraternali. Concordanța relativ mică între gemenii fraternali aduși împreună sugerează că efectele de mediu împărtășite de familie sunt limitate, deși abilitatea de a le detecta a fost limitată de mici dimensiuni de probe. S-a făcut legătură între estrogenul la femei și tulburarea bipolară.

### Genetice
Studiile genetice comportamentale sugerează că multe regiuni cromozomiale și gene candidat au legătură cu susceptibilitatea pentru tulburare bipolară, fiecare genă exercitând un efect ușor sau moderat. Riscul de tulburare bipolară este de aproape zece ori mai mare la rudele de gradul întâi al celor afectați de tulburare bipolară în comparație cu populația generală; în mod asemănător, riscul de tulburare depresivă majoră este de trei ori mai mare la rudele cu tulburare bipolară în comparație cu populația generală.

### De mediu
Factorii psihosociali joacă un rol semnificativ în dezvoltarea și cursul tulburării bipolare, iar elementele psihosociale individuale pot interacționa cu înclinațiile genetice. Este probabil ca evenimentele recente de viață și relațiile interpersonale să contribuie la declanșarea și recurența episoadelor de dispoziție bipolară, după cum o fac în cazul depresiei unipolare. Potrivit studiilor, 30-50 procente din adulții diagnosticați cu tulburare bipolară mărturisesc experiențe traumatice/abuzive în copilărie, care sunt asociate cu o declanșare mai timpurie, o rată mai mare de încercări de sinucidere și mai multe tulburări comorbide precum tulburarea de stres posttraumatic (TSPT). Numărul de evenimente stresante din copilărie este mai mare la cei cu diagnostic de tulburare de spectru bipolar pentru adulți în comparație cu cei fără, fiind vorba îndeosebi de evenimente cauzate de mediul aspru mai degrabă decât de propriul comportament al copilului.

### Neurologice
Mai puțin obișnuit, tulburarea bipolară sau o tulburare de tip bipolar poate avea loc ca rezultat sau în asociere un o condiție sau traumă neurologică. Condiții de acest fel și traume sunt accidentul vascular cerebral, traume craniocerebrale, infecția cu HIV, scleroza multiplă, porfiria și rareori epilepsia lobului temporal.

## Diagnostic
Tulburarea bipolară este în mod obișnuit diagnosticată în timpul adolescenței sau a maturității timpurii, dar declanșarea poate avea loc în orice perioadă a ciclului vieții. Tulburarea poate fi dificil de distins de depresia unipolară și întârzierea medie a diagnosticului este de 5-10 ani după începutul simptomelor. Diagnosticul de tulburare bipolară ia câțiva factori în calcul și ia în considerare experiențele mărturisite ale individului cu simptome, comportamentul anormal mărturisit de membrii familiei, prieteni sau colegi de serviciu, semne observabile de boală evaluate de clinician și adesea o examinare medicală pentru excluderea cauzelor medicale. În privința diagnosticului, scalele de rată punctate de îngrijitor, mai exact mama, se constată a fi mai corecte decât relatările profesorului și ale tânărului în prezicerea indentificării tinerilor cu tulburare bipolară. Evaluarea este de obicei făcută pe bază de pacient extern; admiterea la facilități de pacient intern este luată în considerare dacă există risc pentru sine sau pentru alții. Cele mai pe larg utilizate criterii pentru diagnosticarea tulburării bipolare sunt în Manual de diagnostic și statistică a tulburărilor mentale, Ediția a 5-a (DSM-5) a Asociației Psihiatrice Americane (APA)  și Clasificarea statistică internațională a bolilor și a problemelor de sănătate înrudite, Ediția a 10-a (ICD-10) a Organizației Mondiale a Sănătății (OMS) . Criteriile ICD-10 sunt utilizate mai des în cadre clinice din afara S.U.A., pe când criteriile DSM sunt utilizate clinic în cadrul S.U.A. și sunt criteriile prevalente utilizate pe plan internațional în studiile de cercetare. DSM-5, publicat în 2013, include specificări mai multe și mai exacte în comparație cu predecesorul său, DSM-IV-TR. Interviuri semi-structurate precum Graficul Kiddie pentru Tulburări Afective și Schizofrenie (KSADS) și Interviul Clinic Structurat pentru DSM-IV (SCID) sunt utilizate pentru confirmarea diagnosticului de tulburare bipolară.
Există mai multe scale de rating pentru ecranizarea și evaluarea tulburării bipolare, inclusiv scala de diagnostic a spectrului bipolar, Chestionarul Tulburării de Dispoziție, Inventarul Comportamentului General și Checklist-ul Hipomaniei. Utilizarea scalelor de evaluare nu poate substitui întregul interviu clinic, dar poate servi pentru a sistematiza istoricul simptomelor. Pe de altă parte, instrumentele de ecranizare a tulburării bipolare tind să aibă o mai mică sensibilitate.

### Diagnostice diferențiale
Sunt câteva alte tulburări mentale cu simptome similare celor observate la tulburarea bipolară. Astfel de tulburări sunt schizofrenia, tulburarea depresivă majoră, tulburarea hiperactivă cu deficit de atenție (ADHD), și anumite tulburări de personalitate, precum tulburarea de personalitate borderline.
Deși nu sunt teste biologice care să diagnosticheze tulburarea bipolară, teste de sânge și/sau ecranizare pot fi făcute pentru a exclude boli medicale cu înfățișări clinice similare celei a tulburării bipolare. Boli neurologice precum scleroza multiplă, atacuri epileptice parțiale complexe, accidente vasculare cerebrale, tumori ale creierului, boala Wilson, trauma creierului, boala Huntington și migrenele complexe pot mima caracteristicile tulburării bipolare. O EEG poate fi utilizată pentru a exclude tulburări neurologice precum epilepsia, iar o tomografie computerizată sau IRM a capului poate fi utilizată pentru a exclude alte leziuni ale creierului. În plus, tulburări ale sistemului endocrin precum hipotiroidismul, hipertiroidismul și boala Cushing sunt în rândul diagnosticelor diferențiale după cum este și boala țesutului conjunctiv systemic lupus erythematosus. Cauze infecțioase ale maniei care pot părea similare maniei bipolare sunt encefalita herpetică, HIV, gripa sau neurosifilisul. Anumite deficiențe de vitamină precum pelagra (deficiența de niacină), deficiența de vitamină B12, deficiența de acid folic și sindromul Wernicke-Korsakoff (deficiența de tiamină) pot de asemenea duce la manie.
O analiză a medicamentelor și drogurilor utilizate este luată în considerare pentru a exclude aceste cauze; medicamente comune care pot cauza simptome maniacale sunt antidepresivele, prednisonul, medicamentele pentru boala Parkinson, hormonul tiroid, stimulantele (inclusiv cocaina și metamfetamina) și anumite antibiotice.

### Spectrul bipolar

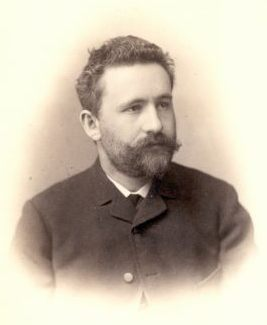
De la distincția făcută de Emil Kraepelin între tulburarea bipolară și schizofrenie în secolul 19, cercetătorii au definit un spectru al diferitor tipuri de tulburare bipolară

Tulburări ale spectrului bipolar sunt: tulburarea bipolară de tip I, tulburarea bipolară de tip II, tulburarea ciclotimică și cazurile în care simptomele ce nu sunt suficient de puternice să producă o reacție se constată că cauzează subminări sau suferință semnificativă la nivel clinic. Aceste tulburări implică episoade depresive majore care alternează cu episoade maniacale sau hipomaniacale, sau episoade mixte care manifestă simptome ale ambelor stări de dispoziție. Conceptul de spectru bipolar este similar conceptului original al lui Emil Kraepelin de boală maniaco-depresivă.
Hipomania unipolară care nu este acompaniată de depresie este menționată în literatura medicală. Există speculații dacă această condiție ar putea avea loc cu mai mare frecvență în populația generală netratată; funcționarea socială cu succes a acestor indivizi cu realizări semnificative poate duce la a fi etichetați ca fiind normali, mai degrabă decât ca indivizi cu dereglări substanțiale.

### Criterii și subtipuri

Comparație grafică simplificată a tulburării bipolare de tip I, tulburării bipolare de tip II și ciclotimiei

DSM și ICD caracterizează tulburarea bipolară ca un spectru de tulburări ce au loc pe un tot organic. DSM-5 enumeră trei subtipuri specifice:
- Tulburare bipolară de tip I: Cel puțin un episod maniacal este necesar pentru a se pune diagnosticul;[69] episoadele depresive sunt comune în vasta majoritate a cazurilor de tulburare bipolară de tip I, dar nu sunt necesare pentru diagnostic.[17] Specificări ca „ușoară, moderată, moderată-severă, severă” și „cu trăsături psihotice” trebuie adăugate dacă sunt aplicabile pentru a indica înfățișarea și cursul tulburării.[4]
- Tulburare bipolară de tip II: Nici un episod maniacal și unul sau mai multe episoade hipomaniacale și unul sau mai multe episoade depresive majore.[69] Episoadele hipomaniacale nu ajung la extremele depline ale maniei (i.e., de obicei nu cauzează subminări sociale sau ocupaționale severe, și sunt fără psihoză), iar aceasta poate face tulburarea bipolară de tip II mai dificil de diagnosticat, întrucât episoadele hipomaniacale pot părea pur și simplu ca perioade de productivitate înaltă de succes și sunt mărturisite mai puțin frecvent decât o depresie care provoacă suferință și subminează activitățile zilnice.
- Ciclotimie: O istorie de episoade hipomaniacale cu perioade de depresie ce nu îndeplinesc criteriile pentru episoade depresive majore.[70]

Când este relevant, specificări ca început peripartum și cu ciclare rapidă trebuie utilizați pentru orice subtip. Indivizii care au simptome care cauzează suferință sau subminare semnificativă pe plan clinic, dar care nu îndeplinesc criteriile depline pentru unul dintre cele trei subtipuri pot fi diagnosticați cu tulburare bipolară nespecificată sau cu alt specific. Tulburarea bipolară cu alt specific este diagnosticată când un clinician alege să furnizeze o explicație pentru faptul că nu sunt îndeplinite criteriile pe deplin (e.g., hipomanie fără un precedent episod depresiv major).

#### Ciclare rapidă
Cei mai mulți oameni care îndeplinesc criteriile pentru tulburare bipolară experimentează un număr de episoade, în medie de la 0.4 la 0.7  pe an, durând de la trei la șase luni. Ciclare rapidă, în orice caz, este o specificare care poate fi aplicată oricărui dintre subtipurile de mai sus. Este definită ca având patru sau mai multe episoade de perturbare a dispoziției în cadrul unei perioade de un an și este observată la o proporție semnificativă din indivizii cu tulburare bipolară. Aceste episoade sunt separate unul de altul prin remisie (parțială sau totală) timp de cel puțin două luni sau de o schimbare a polarității dispoziției (i.e., de la un episod depresiv la un episod maniacal sau vice versa). Definiția ciclării rapide cel mai frecvent citată în literatură (inclusiv în DSM) este cea a lui Dunner și Fieve: cel puțin patru episoade depresive, maniacale, hipomaniacale sau mixte într-o perioadă de 12 luni. Au fost descrise de asemenea ciclări ultra-rapide (zile) și ultra-ultra rapide sau ultradiane (în cadrul aceleași zile). Literatura ce examinează tratamentul farmacologic al ciclării rapide este împrăștiată și nu există consens clar în privința managementului farmacologic optim.

## Prevenire
Încercările de prevenire a tulburării bipolare se concentrează pe stres (precum dificultățile din copilărie sau familiile foarte conflictuale) care, deși nu este un agent cauzal specific al bipolarității din punct de vedere al diagnosticului, pune indivizii vulnerabili genetic și biologic la riscul unui curs mai sever al bolii. Există o dezbatere în privința relației cauzale dintre utilizarea cannabisului și tulburarea bipolară.

## Management
Există un număr de tehnici farmacologice și psihoterapeutice utilizate pentru tratarea tulburării bipolare. Indivizii pot utiliza auto-ajutorul și urmări recuperarea.
Spitalizarea poate fi necesară în special în timpul episoadelor maniacale prezente la bipolarii de tip I. Aceasta poate fi voluntară sau (în funcție de legislație) involuntară. Șederea pe termen lung în spital a pacienților este în prezent mai puțin obișnuită din cauza dezinstituționalizării, deși așa ceva se poate întâmpla.

### Psihosocial
Psihoterapia are scopul de a ușura simptomele principale, recunoaște mecanismele de declanșare a episoadelor, reduce emoția exprimată negativ în relații, recunoaște simptomele prodromale înainte de recurența deplină și practica factorii care duc la mentenanța remisiei. Terapia cognitiv-comportamentală, terapia concentrată pe familie și psihoeducația au cea mai mare evidență în favoarea eficienței cu privire la prevenirea recidivării, în timp ce terapia interpersonală și de ritm social și terapia cognitiv-comportamentală se arată a fi cele mai eficiente în ce privește simptomele depresive reziduale. Cele mai multe studii s-au bazat numai de tulburarea bipolară de tip I, oricum, și tratamentul în timpul fazei acute poate fi o provocare specială. Unii clinicienii pun accent pe a vorbi cu indivizii care experimentează mania, pentru a dezvolta o alianță terapeutică pentru susținerea recuperării.

### Medicație

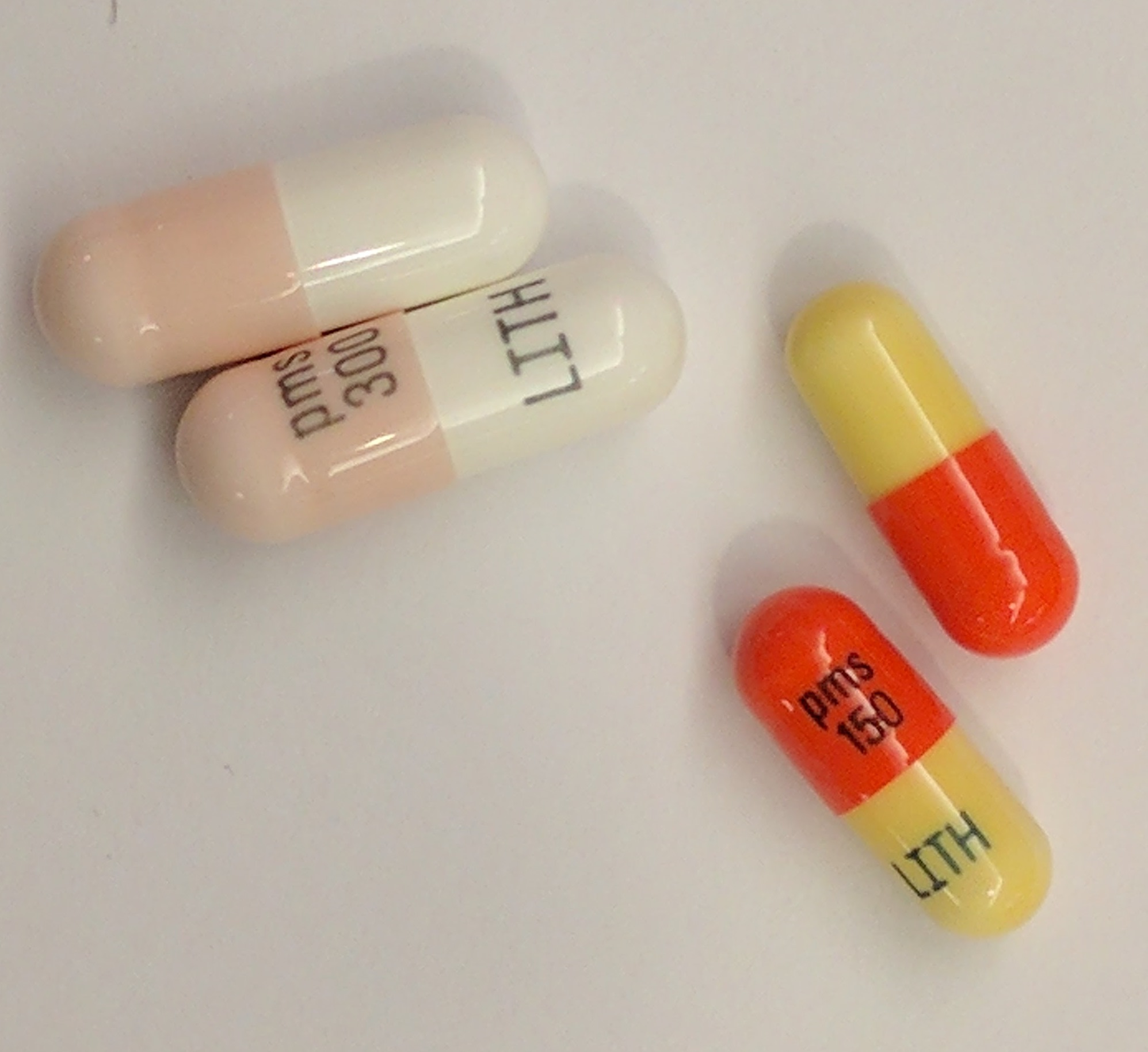
Litiul este adesea utilizat pentru a trata tulburarea bipolară și are cea mai bună evidență că reduce suicidul.

Un număr de medicamente sunt utilizate pentru tratarea tulburării bipolare. Medicația cu cea mai bună evidență este litiul, care este un tratament eficient pentru episoade maniacale acute, previne recidivările și depresia bipolară. Litiul reduce riscul de suicid, auto-vătămare și deces la persoanele cu tulburare bipolară. Este neclar dacă ketamina (un anestezic disociativ general comun utilizat în chirurgie) este utilă în caz de bipolaritate la data de 2015.

#### Stabilizatori de dispoziție
Litiul și anticonvulsantele cabarmazepină, lamotrigina și acidul valproic sunt utilizați ca stabilizatori de dispoziție pentru tratarea tulburării bipolare. Acești stabilizatori de dispoziție sunt utilizați pentru stabilizarea dispoziției pe termen lung, dar n-au demonstrat abilitatea de a trata rapid depresia bipolară acută. Litiul este preferat pentru stabilizarea dispoziției pe termen lung. Carbamazepina tratează efectiv episoadele maniacale, o anumită evidență susținând că are beneficii mai mari în tulburarea bipolară cu ciclare rapidă sau la cei cu o imagine clinică mai schizoafectivă. Este mai puțin eficientă în prevenirea recidivării decât litiul sau valproatul. Valproatul a devenit un tratament prescris în mod obișnuit și tratează eficient episoadele maniacale. Lamotrigina are mai multă eficiență în tratarea depresiei bipolare, iar acest beneficiu este cel mai mare în depresia majoră. S-a observat că are anumite beneficii în prevenirea recidivării tulburării bipolare, deși există îngrijorări cu privire la studiile făcute și nu este vreun beneficiu în subtipul de ciclare rapidă a tulburării bipolare. Nu se cunoaște cât de eficient este topiramatul.

#### Antipsihotice
Medicamentele antipsihotice sunt eficiente în tratamentul pe termen scurt al episoadelor maniacale ale tulburării bipolare și se arată a fi superioară litiului și anticonvulsivantelor în privința acestui scop. Antipsihoticele atipice sunt de asemenea indicate pentru depresia bipolară refractară ca tratament alături de stabilizatorii de dispoziție. Olanzapina este eficientă în prevenirea recidivărilor, deși evidența care o susține este mai slabă decât evidența în favoarea litiului.

#### Antidepresive
Antidepresivele nu se recomandă să fie utilizate singure în tratarea tulburării bipolare și nu s-a constatat că ar avea beneficii în plus în comparație cu stabilizatorii de dispoziție. Medicamentele antipsihotice atipice (e.g., aripiprazolul) sunt preferabile antidepresivelor pentru a spori efectele stabilizatorilor de dispoziție din cauza lipsei eficienței antidepresivelor în tulburarea bipolară.

#### Altele
Cicluri scurte de benzodiazepine pot fi utilizate în plus pe lângă alte medicamente până stabilizarea dispoziției devine eficientă. Terapia electroconvulsivă (TEC) este o formă eficientă de tratament pentru perturbările acute de dispoziție la cei cu tulburare bipolară, în special atunci când trăsăturile psihotice sau catatonice se manifestă. TEC este de asemenea recomandată pentru uz la femeile însărcinate cu tulburare bipolară.
În contradicție cu credințele răspândite, stimulantele sunt relativ sigure în cazurile de tulburare bipolară și o evidență considerabilă sugerează că ele pot chiar produce un efect antimaniacal. În cazurile în care ADHD și bipolaritatea sunt comorbide, stimulantele pot ajuta la ameliorarea ambelor condiții.

### Medicină alternativă
Mai multe studii sugerează că acizii grași omega-3 pot avea efecte benefice asupra simptomelor depresive, nu și asupra celor maniacale. În orice caz, doar câteva mici studii de calitate variabilă au fost publicate și nu există suficientă evidență pentru a se face vreo concluzie fermă.

## Prognoză
O condiție care durează toată viața cu perioade de recuperare parțială sau deplină între perioadele de episoade cu curente de recidivare, tulburarea bipolară este considerată o problemă majoră de sănătate din cauza ratelor crescute de dizabilitate și mortalitate prematură. Este de asemenea asociată cu probleme psihiatrice și medicale comorbide și rate mari de subdiagnostic sau diagnostic greșit, ceea ce cauzează întârzierea intervențiilor de tratament adecvat și contribuie la prognoze mai slabe. După este făcut diagnosticul, rămâne dificil de obținut o remisie completă a tuturor simptomelor cu medicamentele psihiatrice valabile în prezent, iar simptomele devin adesea mai severe cu timpul.
Complianța la medicație este unul dintre cei mai semnificativi factori care pot descrește rata și severitatea recidivării și are un impact pozitiv asupra prognozei generale. În orice caz, tipurile de medicamente utilizate în tratarea tulburării bipolare cauzează în mod obișnuit efecte adverse și mai mult de 75% din indivizii cu tulburare bipolară își iau medicația în mod inconsistent din variate motive.
Din variatele tipuri ale tulburării, ciclarea rapidă (patru sau mai multe episoade într-un an) este asociată cu cele mai rele prognoze din cauza ratelor mari de auto-prejudiciere și sinucidere. Indivizii diagnosticați cu bipolaritate care au o istorie de familie de tulburare bipolară au mai mare risc de episoade maniacale/hipomaniacale mai frecvente. Declanșarea timpurie a trăsăturilor psihotice este de asemenea asociată cu rezultate mai rele, precum și subtipurile care nu reacționează la litiu.
Recunoașterea și intervenția timpurie de asemenea duce la o prognoză mai bună, întrucât stadiile timpurii, simptomele sunt mai puțin severe și reacționează mai bine la tratament. Începutul după adolescență este legat de prognoze mai bune pentru ambele genuri, iar a fi bărbat este un factor protector împotriva nivelurilor înalte de depresie. Pentru femei, funcționarea socială mai bună înainte de dezvoltarea tulburării bipolare și a fi părinte constituie protecție împotriva încercărilor de sinucidere.

### Funcționare
Personale cu tulburare bipolară adesea experimentează un declin în funcționarea cognitivă în timpul (și posibil înaintea) primului episod, după care un anumit grad de disfuncție cognitivă devine  în mod tipic permanentă, cu subminări mai severe în fazele acute și subminare moderată în timpul perioadelor de remisie. Ca urmare, două treimi din persoanele cu tulburare bipolară continuă să experimenteze funcționare psihosocială subminată între episoade chiar și atunci când simptomele de dispoziție sunt în stare de remisie deplină. Un tipar similar observat atât în tulburarea bipolară de tip I cât și în cea de tip II, dar persoanele cu tulburare bipolară de tip II experimentează un mai mic grad de subminare. Deficitele cognitive cresc în mod tipic în timpul cursului bolii. Gradele mai înalte de subminarea corelează cu numărul de numărul de episoade maniacale și spitalizări anterioare și cu prezența simptomelor psihotice. Intervenția timpurie poate încetini progresul subminării cognitive, pe când tratamentul în stadiile mai târzii poate ajuta la reducerea suferinței și consecințelor negative legate de disfuncția cognitivă.
În ciuda scopurilor excesiv de ambițioase care sunt frecvent parte a episoadelor maniacale, simptomele de manie subminează abilitatea de a realiza aceste scopuri și adesea interferează cu funcționarea socială și ocupațională a individului. O treime din persoanele cu tulburare bipolară rămân șomeri timp de un an după spitalizare pentru manie. Simptomele depresive din timpul și între episoade, care au loc mult mai frecvent la cele mai multe persoane cu simptome hipomaniacale sau maniacale în timpul cursului bolii, sunt asociate cu recuperare funcțională mai slabă între episoade, fiind vorba inclusiv de șomaj și serviciu insuficient plătit la oamenii cu tulburare bipolară de tip I și II. Oricum, cursul bolii (durata, vârsta de declanșare, numărul de spitalizări și prezența sau absența ciclării rapide) și performanța cognitivă sunt cei mai buni prezicători ai rezultatelor bolii la indivizii cu tulburare bipolară, fiind urmate de simptomele de depresie și anii de educație.

### Recuperare și recurență
Un studiu naturalist făcut pe primele admiteri pentru manie sau episod mixt (reprezentându-i pe cei spitalizați și așadar cele mai severe cazuri) a constatat că 50 de procente au obținut recuperare de la sindrom (nu mai sunt îndeplinite criteriile pentru diagnostic) în cadrul unei perioade de nu mai mult de șase săptămâni și 98% în cadrul unei perioade de nu mai mult de doi ani. În timpul acestei perioade de doi ani, 72 procente au obținut recuperarea din simptome (fără absolut nici un simptom) și 43 procente au obținut recuperare funcțională (au reobținut statutul ocupațional și rezidențial anterior). Oricum, 40 procente au ajuns să experimenteze un nou episod de manie sau depresie în cadrul a 2 ani de recuperare din sindrom, iar 19 procente au schimbat fazele fără recuperare.
Simptomele care preced o recidivare (prodromale), în special cele legate de manie, pot fi identificate de către persoanele cu tulburare bipolară. Sunt intenții de a-i învăța pe pacienți strategii de a face față atunci când observă simptome cu rezultate încurajatoare.

### Sinucidere
Tulburarea bipolară poate cauza ideație suicidară care duce încercări de sinucidere. Indivizii a căror tulburare bipolară începe cu un episod depresiv sau afectiv mixt par să aibă o prognoză mai săracă și un risc crescut de sinucidere. Una din două persoane cu tulburare bipolară încearcă să se sinucidă cel puțin o dată în timpul vieții și multe încercări sunt duse până sfârșit. Media anuală a ratei de sinucidere este de 0.4 procente, care este de 10–20 ori mai mare decât cea a populației generale. Raportul standard de mortalitate cauzată de sinucidere la tulburarea bipolară este între 18 și 25. Riscul de sinucidere pe parcursul vieții se estimează a fi de 20 de procente la cei cu tulburare bipolară.

## Epidemiologie
<180
     180-185
     185-190
     190-195
     195-200
     200-205
     205-210
     210-215
     215-220
     220-225
     225-230
     >230

Povara tulburării bipolare în lume: anii de viață ajustați cu incapacitate per 100,000 de locuitori în 2004.
<180
180-185
185-190
190-195
195-200
200-205
205-210
210-215
215-220
220-225
225-230
>230

Tulburarea bipolară este a șasea cea mai mare cauză de dizabilitate din lume cu o prevalență pe parcursul vieții la de la 1 la 3 procente din populația generală. În orice caz, o reanaliză a datelor a unui studiu al National Epidemiological Catchment Area din Statele Unite sugerează că 0.8 procente din populație experimentează un episod maniacal cel puțin o dată (pragul de diagnostic pentru bipolaritatea de tip I) și alte 0.5 procente au un episod hipomaniacal (pragul de diagnostic pentru bipolaritatea de tip II și ciclotimie). Incluzând criterii de diagnostic pentru criteriile de diagnostic de sub-prag, precum una sau două simptome pentru o perioadă scurtă de timp, alte 5.1 procente din populație se adaugă, adunându-se la un total de 6.4 procente, au fost clasificați ca având tulburare de spectru bipolar. O analiză mai recentă a datelor Studiului Comorbidității Naționale a SUA a constat că 1 procent îndeplinesc criteriile prevalente pentru bipolaritatea de tip I, 1.1 procente pentru bipolaritatea de tip II, și 2.4 procente de simptome de subprag.
Există variații și limitări conceptuale și metodologice ale descoperirilor făcute de studii. Cele mai multe studii despre tulburarea bipolară sunt în mod tipic făcute de intervievatori care urmează scheme de interviu deplin structurate/puse la punct; răspunsurile la itemi unici ale acestor interviuri pot suferi de validitate limitată. În plus, diagnosticele (și așadar estimările prevalenței) variază în funcție de abordarea categorică sau de spectru care este utilizată. Această considerație a dus la preocupări atât cu privire la subdiagnostic cât și la supradiagnostic.
Incidența tulburării bipolare este similară la bărbați și femei  inclusiv de-a lungul diferitelor culturi și grupuri etnice. Un studiu din 2000 al Organizației Mondiale a Sănătății a constatat că prevalența și incidența tulburării bipolare este foarte similară de-a lungul lumii. Prevalența standardizată pe vârstă per 100,000 este de la 421.0 în Asia de Sud până la 481.7 în Africa și Europa pentru bărbați  și de la 450.3 în Africa și Europa până la 491.6 în Oceania pentru femei. În orice caz, severitatea poate varia de-a lungul globului. Anii de viață ajustați la incapacitate, de exemplu, se arată a fi mai mari în țările în curs de dezvoltare, unde acoperirea medicală poate fi mai săracă, iar medicația mai puțin accesibilă. În cadrul Statelor Unite, asiato-americanii au rate semnificativ mai mici decât africanii și europenii americani.
Adolescența târzie și maturitatea timpurie sunt anii culminanți pentru declanșarea tulburării bipolare. Un studiu a constatat de asemenea că în 10 procente din cazurile de bipolaritate, declanșarea maniei a avut loc la pacienții cu cel puțin 50 de ani împliniți.

## Istorie

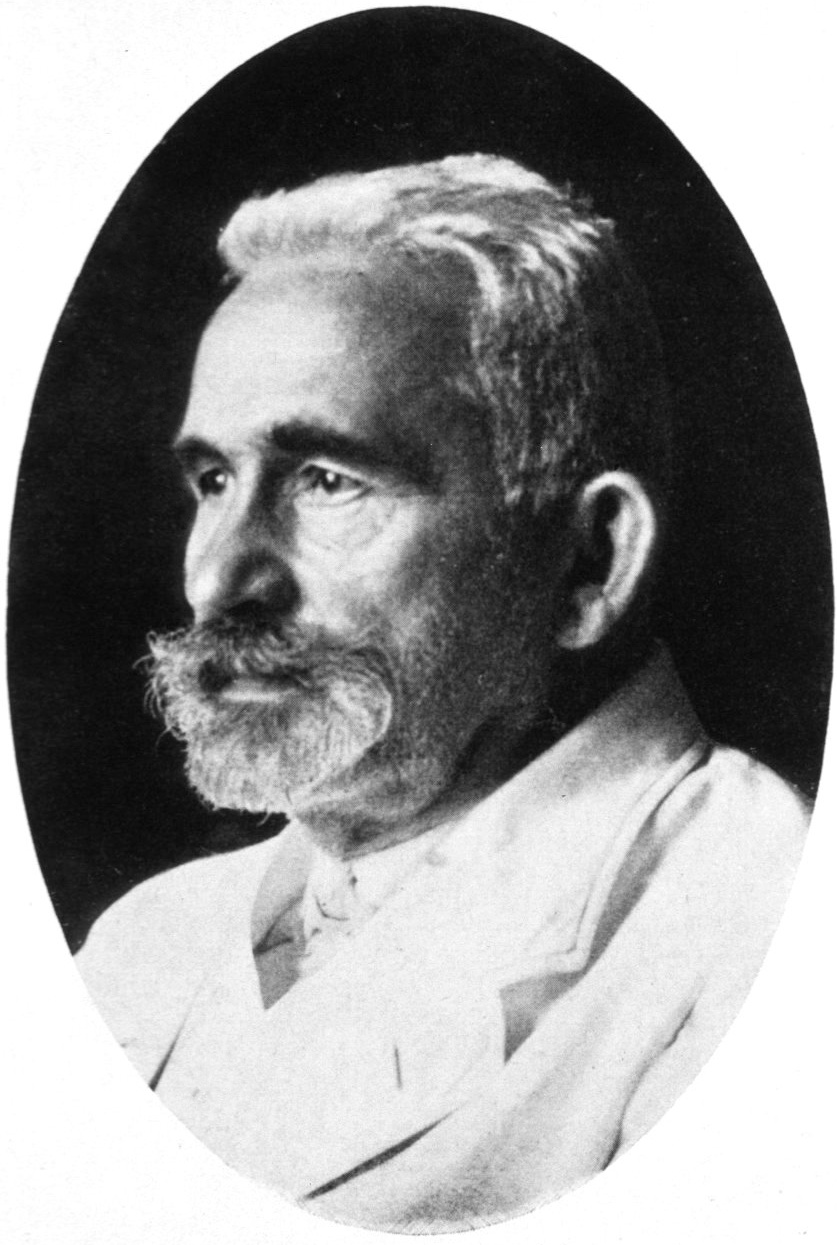
Psihiatrul german Emil Kraepelin a fost primul care a făcut diferența între boala maniaco-depresivă și „dementia praecox” (acum cunoscută ca schizofrenie) la sfârșitul secolului 19

Variații ale dispoziției și nivelurilor de energie au fost observate ca parte a experienței umane de-a lungul istoriei. Cuvintele ”melancolie”, un vechi cuvânt pentru depresie, și „manie” își au originea în Grecia Antică. Cuvântul melancolie este derivat din melas (μέλας), însemnând „negru”, și chole (χολή), însemnând „bilă”, indicativ al originilor termenului în teoria umorală pre-hippocratică. În teoriile umorale, mania a fost văzută ca venind dintr-un exces al bilei albe sau a unui amestec dintre bila neagră și albă. Originile lingvistice ale maniei, în orice caz, nu sunt clare. Anumite etimologii au fost propuse de medicul roman antic Caelius Aurelianus, de exemplu că cuvântul grecesc ania, însemnând „a produce o mare angonie mentală” și manos, însemnând „relaxat” sau „liber”, care poate aproxima în mod contextual relaxarea excesivă a minții și sufletului. Sunt cel puțin cinci alți candidați, iar o parte din confuzia legată de etimologia exactă a cuvântului manie este uzul său varia în poezia și mitologia pre-hippocratică.
La începutul anilor 1800, lipemania psihiatrului francez Jean-Étienne Dominique Esquirol, una dintre monomaniile sale afective, a fost prima elaborare despre ceea ce a devenit depresia modernă. Baza conceptualizării curente a bolii bipolare poate fi urmărită începând cu anii 1850; în 1850, Jean-Pierre Falret a prezentat o descriere Academiei Societății Psihiatrice de la Paris în cursul în care a menționat „nebunia circulară” (la folie circulaire, pronunție în franceză [la fɔli siʁ.ky.lɛʁ]); prelegerea a fost rezumată în 1851 în „Gazette des hôpitaux” („Gazeta spitalului”). Trei ani mai târziu, în 1854, Jules-Gabriel-François Baillarger (1809–1890) a descris la Académie Nationale de Médecine a Franței imperiale, o boală mentală bifazică care cauzează oscilări recurente între manie și melancolie, pe care a numit-o folie à double forme (pronunție în franceză [fɔli a dubl fɔʀm], „nebunie în formă dublă”). Articolul original al lui Baillarger, „De la folie à double forme”, a apărut în ziarul medical Annales médico-psychologiques (Anale medical-psihologice) în 1854.
Aceste concepte au fost dezvoltate de psihiatrul german Emil Kraepelin (1856–1926), care, utilizând conceptul de ciclotimie a lui Kahlbaum, a categorisit și studiat cursul natural al pacienților bipolari netratați. A inventat termenul psihoză maniaco-depresivă, după ce a observat că perioadele de boală acută, maniacală sau depresivă, sunt în general separate de intervale relativ libere de simptome, când pacientul este capabil să funcționeze normal.
Termenul „reacție maniaco-depresivă” a apărut în prima versiune a DSM în 1952, sub influența moștenirii lui Adolf Meyer. Împărțirea în tulburări depresive „unipolare” și tulburări bipolare își are originea în conceptul lui Karl Kleist - apărut în 1911 - de tulburări afective unipolare și bipolare, care a fost utilizat de Karl Leonhard în 1957 pentru a face diferența între tulburarea unipolară și cea bipolară în caz de depresie. Aceste subtipuri au fost văzute ca condiții separate de la publiacarea DSM-III. Subtipurile bipolaritate de tip II și ciclare rapidă sunt incluse începând cu apariția DSM-IV, fapt ce a avut la bază lucrările din anii 1970 ale lui David Dunner, Elliot Gershon, Frederick Goodwin, Ronald Fieve și Joseph Fleiss.

## Societate și cultură

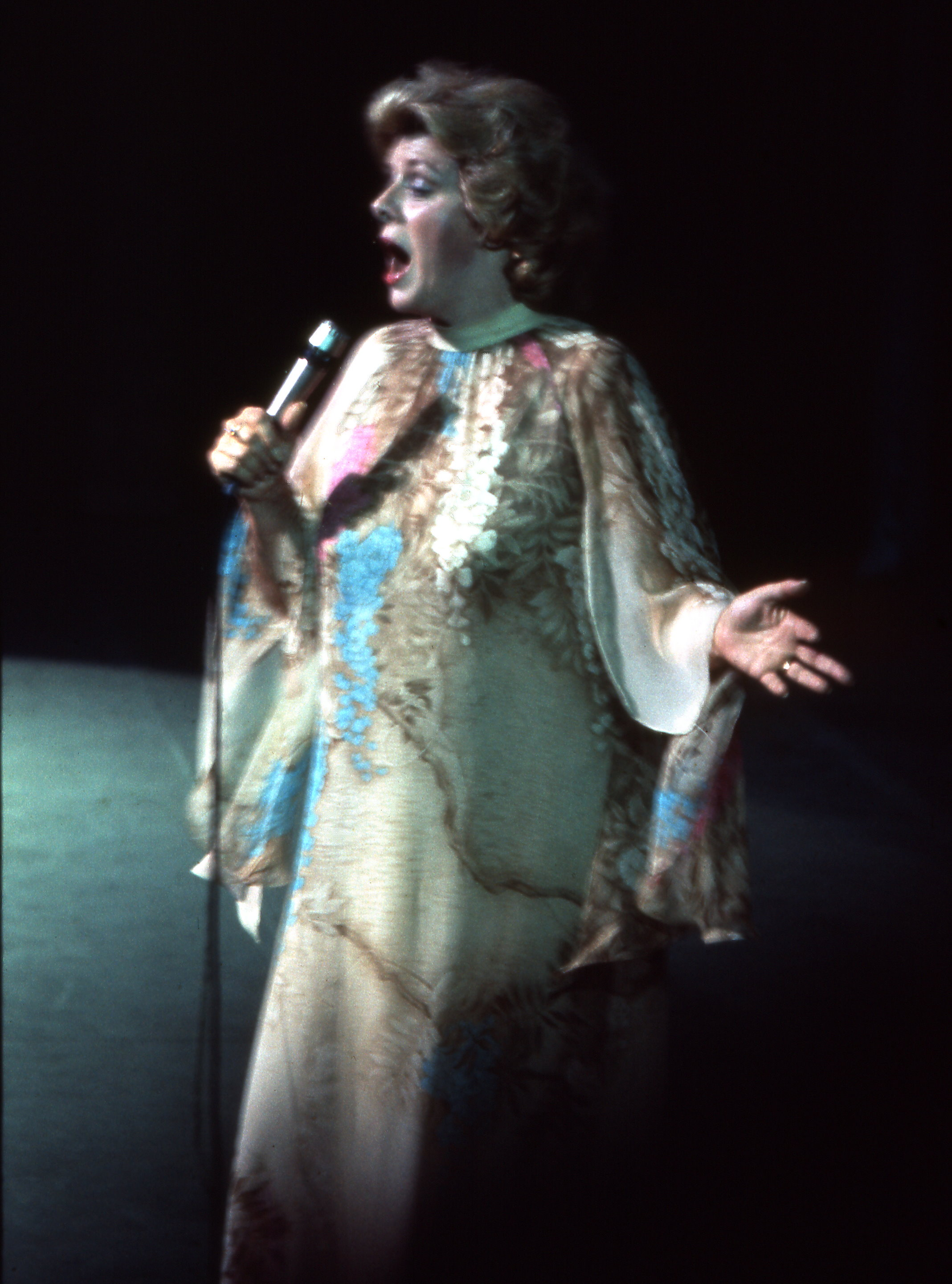
Mărturisirea publică a cântăreței Rosemary Clooney despre tulburarea sa bipolară a făcut-o una dintre primele purtătoare de cuvânt pentru boală mentală.

Există probleme răspândite legate de stigmatul social, stereotipuri și prejudecăți legate indivizii diagnosticați cu tulburare bipolară.
Kay Redfield Jamison, psiholog clinic și profesor de psihiatrie la Școala de Medicină a Universității Johns Hopkins, și-a descris propria tulbuarare bipolară în memoriile sale An Unquiet Mind (1995). În autobiografia sa Manicdotes: There's Madness in His Method (2008), Chris Joseph își descrie lupta între dinamismul creativ care i-a permis crearea agenției sale de multimilioane de lire și disperarea sa întunecată risipitoare de bani a bolii sale bipolare.
Mai multe opere dramatice au înfățișat caractere cu trăsături sugestive ale diagnosticului care a fost subiect de discuție pentru psihiatri și experți ai filmului deopotrivă. Un exemplu notabil este Mr. Jones (1993), în care Mr. Jones (Richard Gere) trece de la un episod maniacal la o fază depresivă, după care revine din nou la starea anterioară, petrecând timp într-un spital psihiatric și expunând multe din trăsăturile sindromului. În The Mosquito Coast (1986), Allie Fox (Harrison Ford) expune anumite trăsături ca nechibzuința, grandoarea, sporirea activității orientată spre scop și labilitatea dispoziției, precum și o anumită paranoia. Psihiatrii au sugerat că Willy Loman, personajul principal din piesa clasică a lui Arthur Miller Moartea unui comis-voiajor, suferă de tulburare bipolară, deși termenul specific pentru această condiție nu exista atunci când piesa a fost scrisă.
Speciale TV, de exemplu Stephen Fry: The Secret Life of the Manic Depressive de la BBC, True Life: I'm Bipolar de la MTV, talk-show-uri și radio show-uri publice, și voința crescută a persoanelor publice de a vorbi despre propria tulburare bipolară, s-au concentrat pe condițiile psihiatrice și astfel au crescut nivelul de conștientizare a publicului.
Pe 7 aprilie 2009, drama de noapte 90210 difuzată de rețeaua CW, a publicat un episod special în care personajul Silver a fost diagnosticat cu tulburare bipolară. Stacey Slater, un personaj din serialul BBC EastEnders, a fost diagnosticat cu tulburare bipolară. Intriga a fost dezvoltată ca parte a campaniei Headroom-ului BBC. Serialul Brookside de la canalul britanic Channel 4 a prezentat o poveste despre tulburarea bipolară unde personajul Jimmy Corkhill a fost diagnosticat cu această condiție. Protagonista dramei thriller politic Homeland difuzat de rețeaua americană TV Showtime, Carrie Mathison, este bipolară, fapt ce l-a ținut secret din zilele ei de școală. În aprilie 2014, ABC a premiat drama medicală Black Box, în care personajul principal, un neurosavant renumit la nivel mondial, este bipolar.
Într-un efort de a ușura stigmatul social asociat cu tulburarea bipolară, dirijorul de orchestră Ronald Braunstein a co-fondat ME/2 Orchestra împreună cu soția sa Caroline Whiddon în 2011. Braunstein a fost diagnosticat cu tulburare bipolară în 1985, iar concertele sale alături de ME/2 Orchestra au fost concepute pentru a crea un mediu binevoitor de performanță pentru colegii săi din domeniul muzical precum și pentru a crește conștientizarea publicului în legătură cu bolile mentale.

### Creativitate
O legătură între boala mentală și succesul profesional sau creativitatea a fost sugerată, inclusiv în relatările lui Socrate, Seneca și Cesare Lombroso. În ciuda proeminenței în cultura populară, legătura dintre creativitate și bipolaritate n-a fost studiată riguros. Acest câmp de studiu este înclinat să fie afectat de tendențiozitate legată de confirmare. O anumită evidență sugerează că anumite componente ereditare ale tulburării bipolare se suprapun cu componentele ereditare pentru creativitate. Probanții persoanelor cu tulburare bipolară sunt mai înclinați să aibă succes pe plan profesional, precum și să demonstreze trăsături temperamentale similare tulburării bipolare. În plus, în timp ce studiile cu privire la frecvența tulburării bipolare în rândul eșantioanelor de populație creativă sunt contradictorii, studiile au parte de o descoperire pozitivă că tulburarea bipolară complet dezvoltată este rară.

## Populații specifice

### Copii

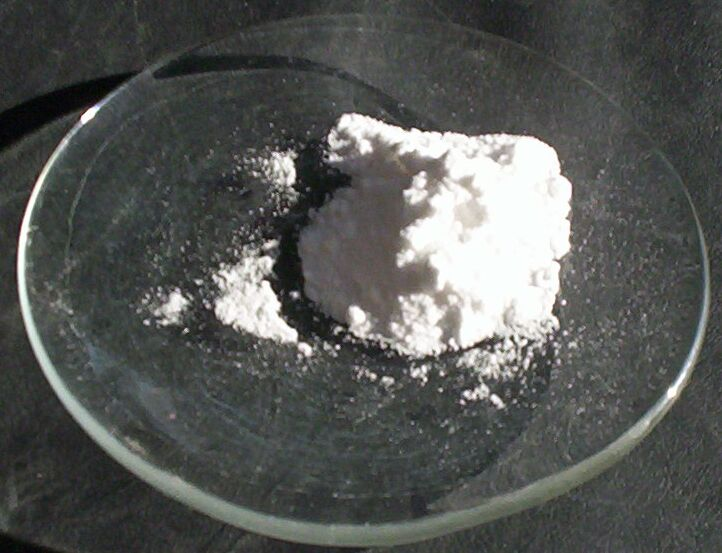
Litiul este singura medicație aprobată de FDA pentru tratarea maniei la copii

În anii 1920, Emil Kraepelin a notat că episoadele maniacale sunt rare înaintea pubertății. În general, tulburarea bipolară la copii nu era recunoscută în prima jumătate a secolului douăzeci. Această problemă s-a diminuat în urma apariției criteriilor DSM în ultima parte a secolului douăzeci. DSM5 nu se referă în mod specific la tulburarea bipolară la copii și în loc se referă la tulburarea disruptivă de dereglare a dispoziției.
În timp ce la adulți cursul tulburării bipolare se caracterizează prin episoade distincte de depresie și manie fără simptomatologie clară între ele, la copii și adolescenți schimbările foarte rapide de dispoziție sau chiar simptomele foarte cronice sunt norma. Tulburarea bipolară pediatrică este în mod obișnuit caracterizată de accese de furie, iritabilitate și psihoză, mai degrabă decât de manie euforică, care este observată mai des la adulți. Declanșarea timpurie a tulburării bipolare este mai probabil să se manifeste ca depresie decât ca manie sau hipomanie.
Diagnosticul de tulburare bipolară la copii este controversat, deși nu încape discuție că simptomele tipice tulburării bipolare au consecințe negative pentru minorii care suferă de ele. Dezbaterea se concentrează în principal pe dacă ceea ce este numit tulburare bipolară la copii este aceeași tulburare cu care sunt diagnosticați adulții și dacă criteriile de diagnostic pentru adulți sunt utile și exacte când sunt aplicate la copii. În privința diagnosticării copiilor, unii experți recomandă utilizarea criteriilor DSM. Alții cred că aceste criterii nu separă în mod corect copiii cu tulburare bipolară de alte probleme precum ADHD și pun accent pe ciclările rapide ale dispoziției. Încă alții susțin că ceea ce distinge exact pe copiii cu tulburare bipolară este iritabilitatea. Parametrii practicii ai AACAP încurajează prima strategie. Studiile care utilizează criteriile DSM arată că până la 1 procent din tineri au tulburare bipolară.
Tratamentul implică medicație și psihoterapie. Prescripția de medicamente constă de obicei în stabilizatori de dispoziție și antipsihotice atipice. Dintre primele, litiul este singurul element aprobat de FDA pentru copii. Terapia psihologică combină în mod normal educația cu privire la boală, terapia de grup și terapia cognitiv-comportamentală. Medicația cronică este adesea necesară.
Direcțiile actuale de cercetare a tulburării bipolare la copii implică optimizarea tratamentelor, sporirea cunoașterii bazelor genetice și neurobiologice ale tulburării pediatrice și dezvoltarea criteriilor de diagnostic. Unele cercetări ale tratamentului sugerează că intervențiile psihosociale care implică familia, psihoeducația și dezvoltarea de abilități (prin terapii precum TCC, terapia comportamental dialectică și terapia interpersonală și de ritm social pot ajuta dacă sunt utilizate alături de farmacoterapie. Din păcate, literatura și cercetarea cu privire la eficiența terapiei psihosociale pentru BPSD este insuficientă, ceea ce face dificil de determinat eficiența variator terapii. DSM-5 a propus un nou diagnostic despre care se consideră că acoperă reprezentări în prezent considerate a fi declanșare în copilărie a bipolarității.

### Vârstnici
Există o relativă lipsă de cunoaștere cu privire la tulburarea bipolară în partea târzie a vieții. Există evidență că tulburarea devine mai puțin prevalentă cu vârsta, dar cu toate acestea prezintă un procent similar de admiteri psihiatrice; că pacienții bipolari mai vârstnici au experimentat pentru prima dată simptomele la o vârstă mai târzie; că declanșarea mai târzie a maniei este asociată cu o mai multă subminare neurologică; că abuzul de substanțe este în mod considerabil mai puțin obișnuit la grupurile mai vârstnice; și că este probabil un mai mare nivel de variație în prezentare și curs, de exemplu indivizii pot dezvolta o nouă declanșare a maniei asociată cu schimbări vasculare sau să devină maniacali doar după episoade depresive recurente sau să fi fost diagnosticați cu tulburare bipolară la o vârstă timpurie și încă să îndeplinească criteriile. Există de asemenea o anumită evidență slabă și neconcluzivă că mania este mai puțin intensă și că este o mai mare prevalență a episoadelor mixte, deși poate fi vorba de un răspuns redus la tratament. În general, sunt mai mult asemănări cu adulții mai tineri decât diferențe. La vârstnici, recunoașterea și tratamentul tulburării bipolare poate fi complicat de prezența demenței sau a efectelor adverse ale medicației luate pentru alte condiții.